# Roland Wiltgen
Roland Wiltgen (Differdange, 6 oktober 1957) is een Luxemburgs componist, muziekpedagoog, cornettist en trompettist.

## Levensloop
Wiltgen studeerde piano, trompet, cornet, kamermuziek, harmonieleer, contrapunt en analyse aan het Conservatoires de musique d'Esch-sur-Alzette en aan het Conservatoire à Rayonnement Régional de Metz Métropole te Metz. In 1977 vertrok hij naar Parijs en studeerde eerste een jaar aan de École Normale de Musique de Paris en vervolgens aan het Conservatoire national supérieur de musique te Parijs. Aldaar heeft hij in 1983 met eerste prijzen voor harmonieleer, contrapunt, fuga en analyse afgestudeerd.
Sinds 1983 is hij professor aan het Conservatoires de musique d'Esch-sur-Alzette.
Als componist schreef hij werken voor orkest, harmonieorkest, brassband, koren, kamermuziek, piano, orgel en pedagogische werken. Door zijn interesse voor computer-technologie heeft hij ook werken voor dit medium geschreven. Hij is een veelgevraagd jurylid bij wedstrijden uit de muziekwereld.

## Composities

### Werken voor orkest
- 1992-1998 Nocturne-Diurne, Diptyque symphonique voor orkest
- 2001 Prélude et fugue en Fa, voor orkest
- 2006 Tri-Partite, voor orkest

### Werken voor harmonieorkest en brassband
- 1986 Canzona, voor harmonieorkest
- 1989 Ceremonial, voor harmonieorkest
- 1993 Red Earth, symfonie in een beweging voor brassband
- 1993 Wind & Percussion Symphonies I, voor harmonieorkest
- 1993 Wind & Percussion Symphonies II, voor harmonieorkest
- 1996 In Other Words, metamorfosen voor brassband (verplicht werk tijdens de Zwitserse brassband kampioenschappen 1998 in Montreux)
  1. Allegro -unaufhaltsam vorwärts drängend-
  2. Larghetto-Andante -verträumt bis leidenschaftlich-
  3. Moderato -nicht so ernst, à la polonaise-
  4. Allegro-Allegro molto -unruhig im Kreise drehend-
- 1999 Weather Report, voor koperensemble
  1. Es wird sehr schnell dunkel, der Mond geht auf, einzelne Sterne blinken.
  2. der Wind frischt auf , es wird immer stürmischer.
  3. vorübergehend klart es wieder auf, die anfängliche Ruhe kehrt wieder ein.
  4. Mit aller Wucht und ohne Vorwarnung bricht ein schweres Unwetter herein, es donnert und blitz, der Wind erreicht Orkanstärke...
  5. So unverhofft der Sturm ausgebrochen war so plötzlich legt er sich auch wieder. Am widererklarten Himmel geht ruhig und majestätisch die Sonne auf. Ein neuer Tag beginnt.
- 1999 Schmelz I - intrada, triptiek voor brassband
- 2000 Carpe Diem Suite, voor harmonieorkest
- 2001 Schmelz II - passacaglia, triptiek voor brassband
- 2001 Schmelz III - saltarello, triptiek voor brassband
- 2008 Concerto grosso, voor slagwerk (8 spelers) en harmonieorkest
  1. Intrada
  2. Blues

### Werken voor koren
- 1990 Three Songs, voor gemengd koor
- 1995 Folksong, voor kinderkoor en piano
- 1999 Two Alleluias, voor gemengd koor en koperkwintet
- 2003 D'Sälerbunn, voor gemengd koor en kamerorkest

### Kamermuziek
- 1981 Quintette à vent, voor dwarsfluit, hobo, klarinet, hoorn en fagot
- 1985 5 Mouvements, voor 3 trompetten
- 1985 Duet, voor gitaar en hobo
- 1987 Humoresque Fantastique, voor acht instrumenten (dwarsfluit, klarinet, basklarinet, 2 trompetten, viool, altviool en cello)
- 1987 3 Mouvements, voor vier dwarsfluiten
- 1994 Espaces Contigus, voor piano en geluidsband
- 1994 Diptyque, voor hobo en piano
- 1995 Johny's Rag, voor dwarsfluit, basklarinet, saxofoon en cello
- 1997 20°W 65°N, voor klarinetsextet
- 1997 Wormholes, trio voor klarinet, cello en piano
- 2000 Scully's and Mulder's Duet, voor 2 klarinetten en piano
- 2002 Boucles sur fonds tressés, voor klarinet en accordeon
- 2002 Accumulation II, voor ensemble
- 2004 Twin Star ( Accumulation I ), voor ensemble
- 2006 L-Fanfare, voor vier gelijke instrumenten
- 2007 Sonatensatz zum Abschied, voor solo instrument en piano
- 2009 Nescio I, voor ensemble
- 2009 Nescio II, voor ensemble
- 2009 Nescio III, voor ensemble
- 2009 Nescio IV, voor ensemble (piccolo, basklarinet, piano, bongo en woodblocks, vibrafoon, strijkers en piano)
- 2009 Nescio V, voor ensemble

### Werken voor orgel
- 1995 Les Lunes de Jupiter, symfonie voor orgel
- 2000 Livre d'Orgue
  1. Plein jeu
  2. Basse et dessus de trompette
  3. Fugue grave
  4. Récit de deux cornets et petit duo
  5. Tierce en taille
  6. Grand duo
  7. Dialogue sur les grands jeux

### Werken voor piano
- 1985 Divertissement
- 1986 En Re, suite
- 1990 Two aspects of water - Eaux troubles / Eaux vives
- 2002 Couleurs de l'amour

### Elektronische muziek
- 1987 Herzstück, elektroakoestisch werk
- 1993 Shivering Heights, elektroakoestisch werk
- 1994 Rondo, elektroakoestisch werk